# Avolsheim
Avolsheim é uma comuna francesa na região administrativa de Grande Leste, no departamento Baixo Reno. Estende-se por uma área de 1,83 km². Em 2010 a comuna tinha 748 habitantes (densidade: 408,7 hab./km²).

## Igrejas
- Église Saint-Ulrich
- Église Saint-Materne
- Église Saint-Pierre ou Dompeter

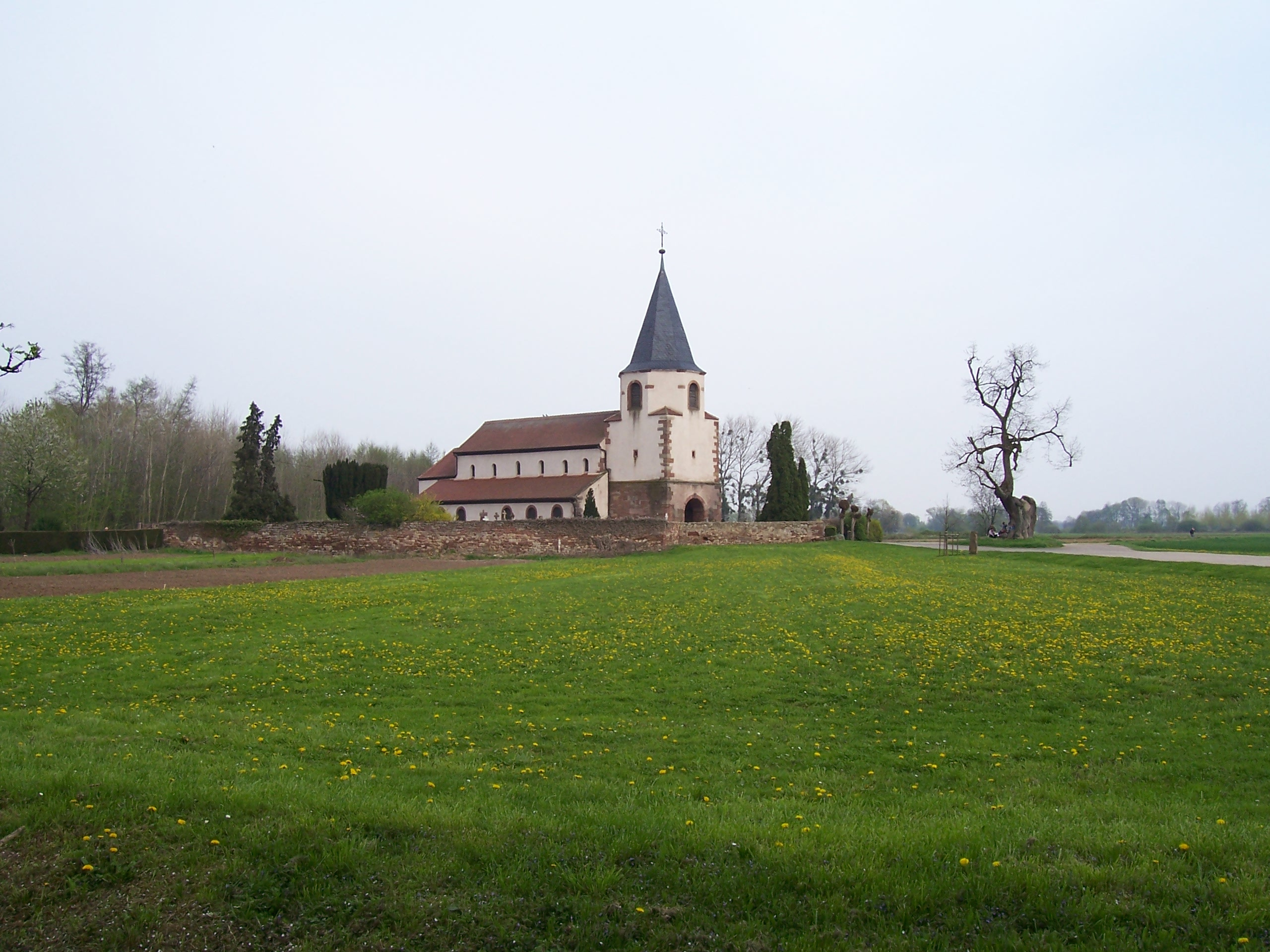
St. Peter (Saint-Pierre)
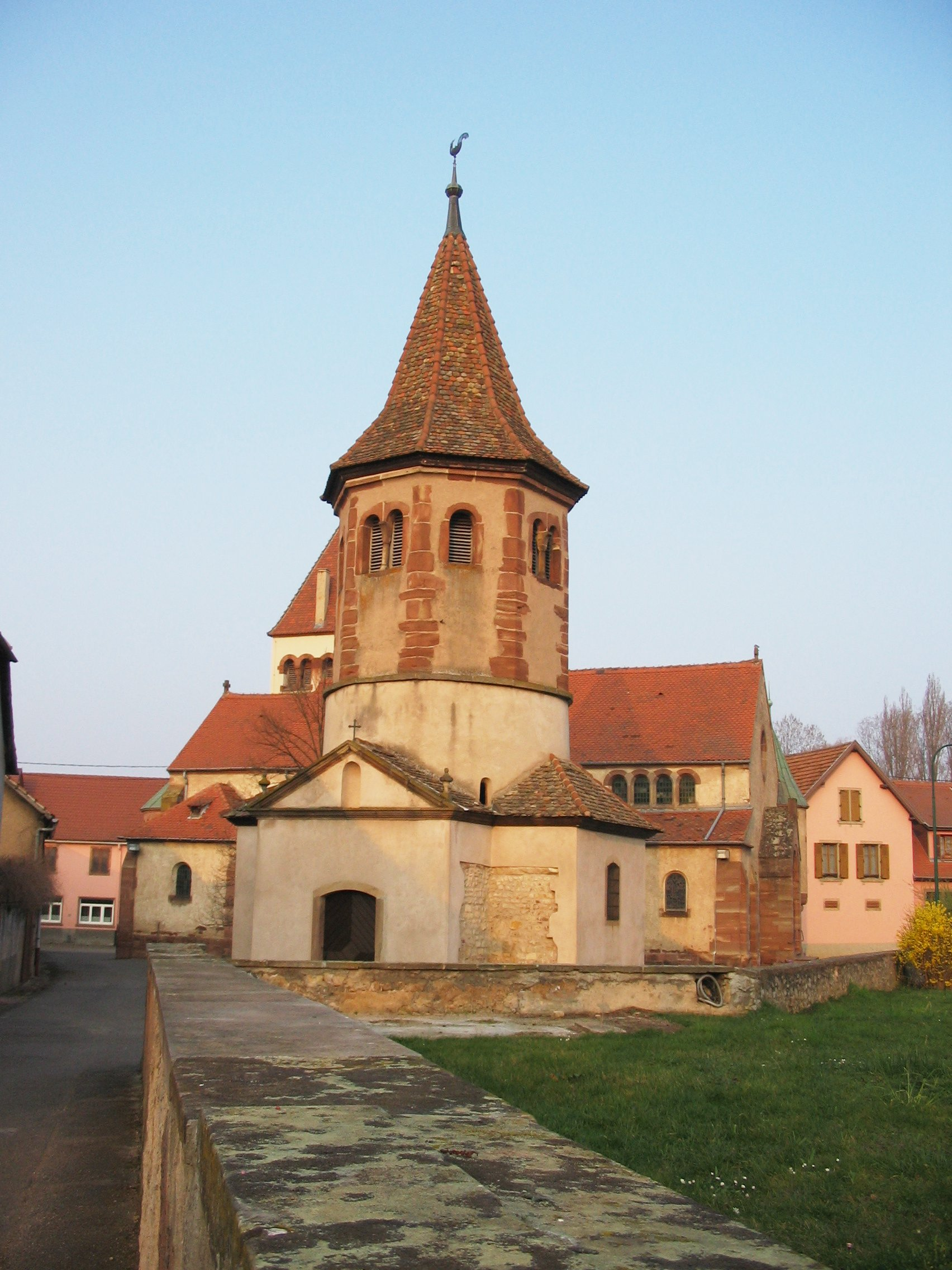
St. Ulrich (Saint Ulrich)
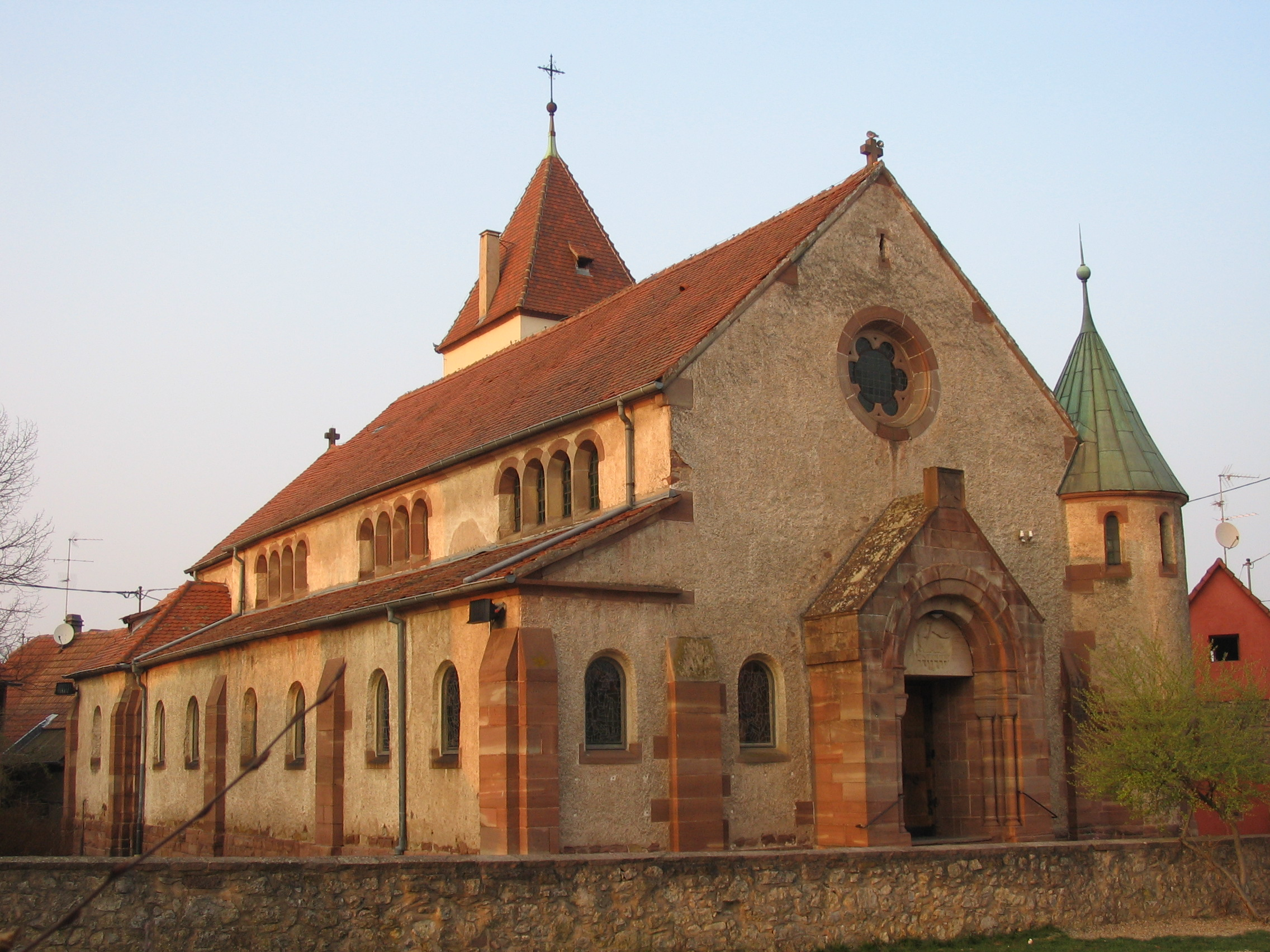
St. Maternus (Saint Materne)